# Episodi di Ecco Pippo!
Lista di episodi della serie televisiva animata Ecco Pippo!.

## Stagione 1

### Pippo cambia casa
- Titolo originale: Everything's Coming Up Goofy
- Trama: Pippo ha ricevuto il suo diploma, e, insieme a suo figlio Max e il loro gatto Cialda, decidono di andare a vivere a Spoonerville, sua vecchia città natale. Diventano così vicini di casa del suo vecchio compagno Pietro, che non sembra d'accordo.

### Le regole del buon vicinato
- Titolo originale: Good Neighbor Goof
- Trama: Pietro non è d'accordo di essere il vicino di casa di Pippo, in quanto i loro rispettivi figli, Max e PJ, si assomigliano.

### Un rumore nel buio
- Titolo originale: Midnight Movie Madness
- Trama: Dopo aver visto un film dell'orrore Max e PJ sono diventati due fifoni; il subdolo Pietro, tentato di spaventarli, si maschera come l'assassino del film.

### Campeggio libero
- Titolo originale: You Camp Take It with You
- Trama: Pietro e Pippo portano i ragazzi in un avventuroso viaggio in campeggio.

### Professione reporter
- Titolo originale: All the Goof That's Fit to Print
- Trama: Pietro ha bisogno di soldi, per cui chiede a Max e PJ di fare delle consegne di giornali a domicilio.
- Note: In questo episodio, Peg e Carabina sono assenti.

### L'onestà è la migliore politica
- Titolo originale: In Goof We Trust
- Trama: Pippo è il cittadino più onesto di Spoonerville, ma Pietro ha il piano subdolo di fare un lavaggio del cervello all'amico per derubare i cittadini.

### L'ispettore senza pietà
- Titolo originale: Inspector Goof
- Trama: Pietro rimasto in bancarotta decide di assumere Pippo come ispettore per far chiudere l'automercato di Earl, ma Pippo non capirà e farà le multe a Pietro.

### Pizza che passione!
- Titolo originale: A Pizza the Action
- Trama: Per non perdere la propria casa, Pietro vende a Pippo una pizzeria fallimentare che gestirà assieme a suo figlio Max. Annusando la possibilità di ulteriori profitti, Pietro ci mette lo zampino e le cose non vanno proprio per il verso giusto.

### La casa al lago
- Titolo originale: Unreal Estate
- Trama: Pietro acquista con i soldi di Peg un localizzatore per pesci, ma Peg gli dà un lavoretto da fare alla casa al lago, e Pietro lo fa fare a Pippo.
- Note: In questo episodio, Max e PJ sono assenti.

### L'isola deserta
- Titolo originale: Cabana Fever
- Trama: Rimasto solo in casa, Pietro viene infastidito da Pippo. Ma quando decide di scappare su un'isola deserta, le cose iniziano a non andare per il verso giusto.

### Di Pippo ce n'è uno solo
- Titolo originale: Counterfeit Goof
- Trama: Pietro assume Pippo e Max per tappezzare la sua casa, ma quando Pippo esaurisce le scorte di carta da parati è fuori per prenderne dell'altro, ma finisce inconsapevolmente per acquistare le scorte con denaro contraffatto. Ora deve fare i conti con i falsari che vogliono prenderlo.
- Note: In questo episodio, PJ, Peg e Carabina sono assenti.

### Il papà più intrepido del mondo
- Titolo originale: Meanwhile, Back at the Ramp
- Trama: Max, per non essere svergognato di assomigliare a suo padre, gli convince di diventare il campione in una grande rampa.
- Note: In questo episodio, Peg è assente.

### Per qualche metro in più
- Titolo originale: Goof Under My Roof
- Trama: Pietro sembra possedere metà della proprietà di Pippo, quindi usa questo fatto per signoreggiare su Pippo. Ma si scopre che Pippo possiede una parte della casa di Pietro.

### Voglia di volare
- Titolo originale: Hot Air
- Trama: Carabina vuole volare, con l'aiuto di Pippo, ma Pietro è preoccupato.
- Note: In questo episodio, Peg è assente.

### Pesca al tesoro
- Titolo originale: Slightly Dinghy
- Trama: Max, per ottenere nuovi videogiochi, scopre in tv il tesoro di un pirata, sepolto presso lo "Scoglio della paura". Per raggiungerlo, cerca di convincere suo padre e il padre del suo amico ad andare a pescare. Ma PJ non sembra essere d'accordo. Quel che è peggio è che verranno circondati da pericolose creature marine.
- Note: In questo episodio, Peg e Carabina sono assenti.

### Gita a Las Vegas
- Titolo originale: O, R-V, IN-v U
- Trama: Max vuole che Pietro inizia a piacergli in modo che possa frequentare di più PJ, aiutandolo a progettare un camper, ma nel processo diventa suo amico lasciando PJ fuori, mettendo guai a Las Vegas.

### Una sfortuna jellata
- Titolo originale: The Good, The Bad & The Goofy
- Trama: Pietro è consapevole della "maledizione di Pippo" e quindi ha una pessima opinione dell'amico. A causa dell'ennesimo incidente provocato da Pippo, Pietro viene fortuitamente rapito da due delinquenti e creduto loro complice dalla polizia.
- Note: In questo episodio, Max, PJ e Carabina sono assenti.

### Venduta il 4 di luglio
- Titolo originale: Major Goof
- Trama: Le battute di Pietro causano sempre problemi. Questa volta ottiene lo zio di Peg, il generale Robert E. Lee Sparrowhawk (alias Zio Bob), Pippo, Max e PJ scelti per una missione segreta.
- Note: In questo episodio, Carabina è assente.

### Guerra a colpi di spot
- Titolo originale: Buddy Building
- Trama: Un nuovo ragazzo in città minaccia l'amicizia tra Max e PJ.

### L'incredibile Bulk
- Titolo originale: The Incredible Bulk
- Trama: Pietro, convince Pippo di diventare il campione del wrestling, per la voglia di mangiare, ma poi Pippo scopre che lo sfidante l'incredibile Bulk è Myron, un povero gestore di un ristorante.

### Tutto fumo e niente Pippo
- Titolo originale: Where There's Smoke, There's Goof
- Trama: Pippo e Max vengono reclutati come pompieri ma, a causa della loro inesperienza, provocano una serie di danni. La loro missione più importante è domare l'incendio che avvolge il palazzo del Signor Miliardo, il cittadino più ricco di Spoonerville.
- Note: In questo episodio, Carabina è assente.

### Un fidanzato per una yeti
- Titolo originale: Winter Blunderland
- Trama: Pietro convince Pippo a interpretare lo yeti per portare affari al suo parcheggio, ma invece porta con sé il vero yeti.
- Note: In questo episodio, Peg e Carabina sono assenti.

### Chi trova un rifiuto trova un tesoro
- Titolo originale: Waste Makes Haste
- Trama: Pippo, Pietro e i loro figli sono in competizione per il riciclaggio. Così Pietro, per tentare di essere milionario per un paio di scarpette d'oro, accetta la scommessa di essere il partner di Pippo.

### Elliot Pippo e gli Intoccabili
- Titolo originale: The Ungoofables
- Trama: Pippo racconta del suo antenato G-Man, Elliot Pippo. Peg interpreta il moll di un gangster di un Pietro malvagio.
- Note: In questo episodio, PJ è assente.

### Il mio regno per una vasca
- Titolo originale: Tub Be or Not Tub Be
- Trama: PJ deve entrare a far parte della squadra di Pippo e Max, in una gara di vasche da corsa. Ma Pietro lo fa diventare una spia, rischiando di perderlo.
- Note: In questo episodio, Peg e Carabina sono assenti.

### Incontri ravvicinati del tipo strambo
- Titolo originale: Close Encounters of the Weird Mime
- Trama: Pippo è diventato un artista di strada e, per attirare l'attenzione del pubblico, indossa un costume di fogli di alluminio; Max e PJ, ispirati dal suo travestimento, girano un filmato per un tema di scienze. Il tutto peggiora quando la popolazione crede che Max, PJ e Pippo siano degli invasori extraterrestri.

### Pippo cerca moglie
- Titolo originale: Date with Destiny
- Trama: Quando Max dice che Pippo si sta per sposare (per evitare un momento imbarazzante a scuola), Peg manda Pietro fuori per trovare Pippo la coppia ideale. Ma quando Pietro non riesce a trovarne uno, mette Pippo con un'ignara donna delle pulizie.

### Zero in matematica
- Titolo originale: Axed by Addition
- Trama: PJ deve prepararsi per un compito di matematica ed è sotto la spada di Damocle della disciplina di suo padre. Max, allora, dovrà aiutarlo per riconquistare la propria resilienza. Credendo di aver preso un brutto voto e fingendo di essere malato, PJ viene aiutato da Max a esaudire tutti i suoi desideri prima di essere chiuso in camera a vita.
- Note: In questo episodio, Carabina è assente, mentre Pippo non ha dialoghi.

### Sistema antifurto
- Titolo originale: Max-Imum Protection
- Trama: Misteriosi furti a casa di Pippo e Pietro li costringono ad installare un impianto di antifurto ma, mentre Pietro si affida ad una ditta specializzata, Pippo decide di fare da solo.

### Tutto per un hamburger
- Titolo originale: Leader of the Pack
- Trama: Max e PJ vogliono pranzare con degli squisiti hamburger, ma vengono anticipati dal Duca dei Faraoni. Con l'aiuto di Debbie, cugina di Max e nipote di Pippo, Max ha una grande idea.
- Note: In questo episodio, Pietro, Peg e Carabina sono assenti.

### In palestra
- Titolo originale: Gymnauseum
- Trama: In una gita in montagna, Pietro inizia il calcio quando pensa che perderà la sua amata Peg.

### L'arma letale di PJ
- Titolo originale: Lethal Goofin
- Trama: Max e PJ, i nuovi agenti di sicurezza scolastici, sono in cerca di preda: dei bulli causano guai a tutti.
- Note: In questo episodio, Pippo, Pietro e Peg sono assenti.

### La lettera anonima
- Titolo originale: For Pete's Sake
- Trama: Pietro distrugge accidentalmente il suo tagliasiepi dell'esercito svizzero e decide di ingannare Pippo facendogli credere di averlo fatto, sapendo che gli sarebbe costato molto sostituirlo. Pippo, scoprendolo e accettando il suo piano come previsto, gli scrive una nota di scuse dicendo che gli procurerà un sostituto. Quando lo riceve, Pietro però lo strappa a metà, leggendone solo la prima metà. Dal leggere solo quella parte fuori contesto, in coincidenza con l'essere subito dopo che Pietro ha ingannato un gruppo di clienti per vendergli auto usate difettose e rendersene conto, diventa decisamente paranoico e pensa che qualcuno stia per ucciderlo.

### Vetromania
- Titolo originale: Window Pains
- Trama: Il nuovo lavoro di Peg lavavetri causa una battaglia tra lei e Pietro su chi guadagna di più.
- Note: In questo episodio, Max è assente.

### Tutti alla partita di baseball
- Titolo originale: Take Me Out of the Ball Game
- Trama: Pippo e Pietro, insegnano a Max e PJ diventare i campioni del baseball, su cui anni fa sono stati cacciati dalla vecchia squadra.
- Note: In questo episodio, Carabina è assente.

### Rockstar
- Titolo originale: Shake, Rattle & Goof
- Trama: Max e PJ formano una rock band chiamata "i Goof Troop" e vengono notati da un avido impresario.

### Addio Mister Pippo
- Titolo originale: Goodbye Mr. Goofy
- Trama: Pippo ha perso i soldi per pagare il suo mutuo annuale e quindi è costretto a lasciare presto Spoonerville, ma viene invitato a casa di Pietro.

### Zitto e mosca
- Titolo originale: Come Fly with Me
- Trama: Per colpa di una mosca e di un nuovo computer, Pietro viene trasformato in un moscone.

### L'eredità di Pippo
- Titolo originale: Where There's a Will, There's a Goof
- Trama: Pippo e Pietro si giocano per essere dei fratelli.

### Addio Mister "P"
- Titolo originale: Terminal Pete
- Trama: Per colpa di una talpa, Pietro non è più se stesso, e per tornare in sé deve superare difficili prove.

## Stagione 2

### La casalinga di Spoonerville
- Titolo originale: Mrs. Spoonerville
- Trama: Pietro sente che Pippo ha partecipato a un concorso di pulizia della casa della signora Spoonerville per vincere alcuni articoli, insieme a una dichiarazione poco chiara che c'è anche un premio di 3.000 dollari coinvolti. Quindi, dopo aver sentito ciò, lo slobbish Pete decide di entrare e interpreta Mr. Clean a tutti i livelli per vincere il premio.

### Tutta colpa delle Hawaii
- Titolo originale: Wrecks, Lies & Videotape
- Trama: Max vuole vincere un viaggio alle Hawaii con Pippo. Per farlo, usano un video terrificante nel tentativo di vincere il viaggio. Ma Pietro ci mette lo zampino.

### Non è tutto oro quello che luccica
- Titolo originale: Fool's Gold
- Trama: Quando Tigre finisce con l'oro sul naso, Pietro vuole scoprire da dove proviene con l'aiuto di Pippo la traccia lungo la fonte, ma finiscono per combattere per chi ottiene l'oro.

### Pippin Hood e la brigata sconsolata
- Titolo originale: Goofin' Hood and his Melancholy Men
- Trama: Per interessare Max alla storia, Pippo gli racconta una storia su uno dei suoi tanti antenati. Pietro è il malvagio sceriffo di Nottingham.
- Note: In questo episodio, PJ e Peg sono assenti.

### Blues metropolitano
- Titolo originale: Big City Blues
- Trama: Max e PJ scappano di casa per andare sulla città della metropolitana, ma i loro padri sono preoccupati.
- Note: In questo episodio, Peg e Carabina sono assenti.

### La stagione delle anatre
- Titolo originale: Goofs of a Feather
- Trama: Pietro, mentre tenta di cacciare le anatre, le invita a casa sua, cacciandosi in un brutto guaio.
- Note: In questo episodio, Max è assente.

### Il talismano
- Titolo originale: Rally Round the Goof
- Trama: Pietro vuole che Pippo sia il suo portafortuna in una corsa su strada.

### Il dottor Frankeinpipp
- Titolo originale: Frankengoof
- Trama: Pippo eredita lo spaventoso castello di Frankeinpipp della sua famiglia, e anche un mostro. Quando Pietro cerca di essere il mostro per spaventare Pippo, ottiene più di quanto si aspettasse.

### Pietro alle corse
- Titolo originale: Pete's Day at the Races
- Trama: Pietro è finito in prigione. Racconta al suo compagno di cella quello che è successo: una notte giocava a poker con degli amici, fino a quando non vinse un cavallo da corsa di nome Sammy Scivolone. Convinto di fare un sacco di soldi, lo iscrive a una gara affidando la sua preparazione a Pippo.
- Note: In questo episodio, Max è assente.

### Pippo maestro di vita
- Titolo originale: As Goof Would Have It
- Trama: Pietro inganna un'azienda di alimenti dietetici usando un'immagine di Pippo per mostrarsi. Ce la farà? Forse no.
- Note: In questo episodio, Carabina è assente.

### La grande rimpatriata
- Titolo originale: Calling All Goofs
- Trama: Quando Pippo non può permettersi di andare a Tierra del Foongo per la sua riunione di famiglia, a causa di uno sporco trucco tirato su di lui da Pietro, Peg decide di vendicare Pippo e portargli il ricongiungimento con la carta di credito di Pietro. Pietro si sveglia letteralmente al suo peggior incubo con la sua casa piena di... imbecilli. In risposta a ciò, cerca di scuoterli con tutto il possibile.

### In compagnia dei fantasmi
- Titolo originale: Hallow-Weenies
- Trama: Pietro acquisisce il vecchio Spoonerville Mansion per trasformarlo nel suo nuovo bed and breakfast, ma è infestato da un trio di musicisti spettrali. Un episodio di Halloween che presenta il fantasma del bisnonno di Pippo, Gooferamus T. Pippo.

### Hamburger e dintorni
- Titolo originale: Partners in Grime
- Trama: Pietro e Pippo sono partner in un'attività di ristorazione.

### Un'eredità pesante
- Titolo originale: To Heir Is Human
- Trama: Pietro si crederà morto ed esaurito, facendo ingannare suo figlio per l'eredità.
- Note: In questo episodio, Carabina non ha dialoghi.

### E con il piccolo fanno tre
- Titolo originale: And Baby Makes Three
- Trama: Temendo che un nuovo arrivo nella famiglia di Pietro li tenga fuori di testa, PJ, Carabina e Max danno a Pietro un "bambino" (in realtà PJ travestito) che non dimenticherà mai.

### Pippo genio al quadrato
- Titolo originale: E=MC Goof
- Trama: A causa di un equivoco nello spedire il proprio curriculum per un posto di lavoro come custode nel centro aerospaziale di Spoonerville, Pippo viene scambiato per un importante professore di fisica e assunto per dirigere il nuovo progetto della base. Una serie di equivoci porteranno Pippo a risolvere tutti i problemi ed a vincere addirittura il Premio Nobel per la fisica.
- Note: In questo episodio, Peg è assente.

### Il can can dei bocconcini
- Titolo originale: Cat's Entertainment
- Trama: Pete inganna Pippo facendogli dare il suo gatto Cialda in modo da poterlo inserire nella pubblicità.
- Note: In questo episodio, PJ è assente.

### Ore 9 lezione di Pippo
- Titolo originale: Educating Goofy
- Trama: Pippo torna a scuola per finire quello che ha iniziato, ma Max, prima, si vergogna per lui.

### Votate per me
- Titolo originale: A Goof of the People
- Trama: Pippo si candida a sindaco quando l'inquinamento diventa un problema a Spoonerville. Anche Pietro si candida a sindaco, ma si rivela corrompibile.

### Incubi d'infanzia
- Titolo originale: Dr. Horatio's Magic Orchestra
- Trama: Pietro è ossessionato dalla musica "o when the saints" a causa di un episodio occorso nella sua infanzia e, quando Pippo trova in un baule un'orchestra animata che suona solo quel motivo, quasi impazzisce.

### Pippo e il padrino
- Titolo originale: Goof Fellas
- Trama: Quando Pippo e Pietro sono testimoni di un tentato omicidio, vengono messi nella Protezione Testimoni, ma Pippo non sembra rispettare le regole.
- Note: In questo episodio, Max, PJ e Carabina sono assenti.

### Dino ci cova
- Titolo originale: Great Egg-Spectations
- Trama: Max trova un cucciolo di dinosauro uscito da un uovo.
- Note: In questo episodio, Peg è assente.

### Guai al circo
- Titolo originale: Three Ring Bing
- Trama: Carabina vuole essere amica degli animali di un circo. Ma Pietro non sembra d'accordo: è preoccupato per lei.

### Il grande teschio
- Titolo originale: Queasy Rider
- Trama: Max, stufo di venire svergognato dal padre, con PJ decide di far parte di una banda di motociclisti.
- Note: In questo episodio, Peg e Carabina sono assenti.

### Lezione di "aggancio"
- Titolo originale: Puppy Love
- Trama: PJ ha una cotta per la sua compagna di classe Rosy; così Max e Peg decidono di aiutarlo. Ma Pietro rischia di rovinare tutto.
- Note: In questo episodio, Pippo è assente.

### Alta società
- Titolo originale: Goofin' Up the Social Ladder
- Trama: Peg cerca di scaricare alcune proprietà immobiliari di alta classe e la banda la aiuta.

### Sherlock Pip
- Titolo originale: Sherlock Goof
- Trama: Andiamo nella vecchia e allegra Inghilterra con un altro degli antenati di Pippo, un detective di nome Sherlock Pip.
- Note: In questo episodio, PJ, Peg e Carabina sono assenti.

### Il grande Maxini
- Titolo originale: Talent to the Max
- Trama: PJ non può dire a Max che il suo atto magico non è reale.

### La caverna della conoscenza
- Titolo originale: Clan of the Cave Goof
- Trama: Pippo racconta a Max del suo antenato cavernicolo, Cavernicolo Pippo, quanto siano importanti i controlli dentali regolari.
- Note: In questo episodio, PJ è assente.

### Veri eroi e falsi trofei
- Titolo originale: From Air to Eternity
- Trama: PJ vince in uno trofeo vinto da un videogioco, ma Pietro, creduto che il figlio è un vero eroe, si sente ingannato, nonostante il suo eroismo del passato è in realtà falso.
- Note: In questo episodio, Peg è assente.

### Viaggio nella fantasia
- Titolo originale: Pistolgeist
- Trama: Carabina vuole che la sua fantasia esiste.

### Come combattere la siccità
- Titolo originale: Bringin' on the Rain
- Trama: Una siccità colpisce e Pietro fa di tutto per portare l'acqua nel suo giardino, anche se deve rubarla a Pippo. Il che mette Pippo nei guai e incarcerato, ma alla fine Pietro va in prigione e ha lo stesso compagno di stanza che Pippo ha quando era in prigione.
- Note: In questo episodio, Carabina è assente.

### Duello all'ultima buca
- Titolo originale: Tee for Two
- Trama: È Peg contro Pietro quando vuole salvare un campo da golf in miniatura che lui vuole abbattere.

### Un errore di personalità
- Titolo originale: To Catch a Goof
- Trama: Pietro, scommettendo con Peg, è a dieta per un giorno ma incapace di resistere a lungo alla propria fame, e per farlo convince i suoi figli PJ e Carabina ad impedirgli di mangiare. Nel frattempo Pippo impara a fare il ninja per difendere la propria casa dalla possibile visita di un cattivissimo ladro che ha già svaligiato diverse case di Spoonerville. Mentre il perfido e malvagio ladro entra in azione, Pippo e Pietro vengono arrestati. Toccherà a PJ e Carabina ad usare le tecniche ninja per sconfiggere definitivamente lo sleale ladro e rilasciare Pippo e Pietro dall'arresto.

### Sfida all'Oki Doke Korral
- Titolo originale: Gunfight at the Okie-Dokie Corral
- Trama: Quando Max non vuole indossare gli occhiali, Pippo gli racconta la storia dell'antenato Pippo Mopalong che indossava gli occhiali.
- Note: In questo episodio, PJ e Carabina sono assenti.

### Lavori di ristrutturazione
- Titolo originale: Nightmare On Goof Street
- Trama: Pippo vince una gara di rimodellamento, ma Pietro lo inganna. Pensando di poter ristrutturare gratuitamente la sua casa, Pietro si ritrova presto truffato.
- Note: In questo episodio, Max, PJ e Carabina sono assenti.

### Peg della giungla
- Titolo originale: Peg o' the Jungle
- Trama: Pippo insegna a Pietro ad essere un uomo sensibile dopo aver dimenticato il suo anniversario e quello di Peg di nuovo.

### Massima sicurezza
- Titolo originale: Maximum Insecurity
- Trama: Max e P.J. insegnano a Il Drago una lezione sul furto. Se Max e P.J. non si autorizzano a essere incastrati per furto, verranno mandati su per il torrente.

### Buon Natale da Pippo e dintorni
- Titolo originale: Goof Troop Christmas
- Trama: Stufo dei continui problemi sull'impianto elettrico di casa sua, a causa delle decorazioni natalizie di Pippo, Pietro decide di andare in vacanza con la sua famiglia in una baita di montagna. Ma al povero Max non piace stare da solo con il padre, e così anche loro decidono di unirsi al gruppo.

## Lungometraggi
1. In viaggio con Pippo (A Goofy Movie, 1995)
2. Estremamente Pippo (An Extremely Goofy Movie, 2000)